# اقتصاد شبکه
اقتصاد شبکه نظم اقتصادی نوظهور در جامعه اطلاعات است. این نام از یک ویژگی کلیدی ناشی می‌شود - محصولات و خدمات ایجاد می‌شوند و از طریق شبکه‌های اجتماعی که در مقیاس‌های بزرگ یا جهانی کار می‌کنند، ارزش افزوده می‌شود. این تضاد با اقتصادهای دوره صنعتی که در آن مالکیت جسمی یا مالکیت معنوی ناشی از توسعه آن توسط یک شرکت واحد است، منافات دارد. مدل‌های تجاری برای ضبط حقوق مالکیت برای ارزش تعبیه شده در محصولات و خدمات ایجاد شده توسط شبکه‌های اجتماعی، مورد بررسی قرار می‌گیرند.

## اقتصاد شبکه
اقتصاد شبکه از چندین منظر قابل مشاهده است: انتقال از اقتصاد صنعتی، زیرساخت‌های دیجیتالی و اطلاعاتی، مقیاس جهانی، شبکه‌های ارزشی و حقوق مالکیت معنوی.
از دیدگاه انتقالی، مالون و لابچر (۱۹۹۸) نشان می‌دهند که انقلاب اطلاعات ماهیت فعالیت تجاری را تغییر داده‌است. از آنجا که می‌توان اطلاعات را در مقیاس جهانی فوراً و ارزان به اشتراک گذاشت، ارزش تصمیم‌گیری متمرکز و بروکراسی‌های گران‌قیمت بسیار کاهش می‌یابد. برند (۱۹۹۹) خاطرنشان کرد که تجارت با انقلاب‌های دیجیتال و شبکه تسریع می‌شود و نقش تجارت در بهره‌برداری و جذب این شوک‌ها است. برخی تلاش‌ها باید بر توسعه زیرساخت‌های جدید متمرکز شود در حالی که فعالیت‌های دیگر بر حاکمیت و فرهنگ در حال تکامل تأکید دارد. ریفکین (۲۰۰۰) خاطرنشان می‌کند که املاک و مستغلات به یک تجارت در بازارهای مبتنی بر شبکه تبدیل شده‌است.
از دیدگاه زیرساختی، تاپسکوت (۱۹۹۶) شبکه‌های اطلاعاتی اقتصاد جدید را به بزرگراه‌ها و شبکه برق اقتصاد صنعتی مقایسه می‌کند. وی اظهار داشت که هیچ کشوری نمی‌تواند بدون زیرساخت‌های الکترونیکی مدرن موفق باشد. شوارتز (۱۹۹۹) می‌نویسد که در آینده شرکت‌های بزرگ مدیریت خرید، صورت حساب، تبادل اسناد و لجستیک خود را از طریق شبکه‌های جهانی که یک میلیارد دستگاه محاسبات را به هم متصل می‌کنند، مدیریت می‌کنند.
در مقیاس‌های جهانی، تاپسکوت (۱۹۹۶) نشان می‌دهد که شرکت‌ها می‌توانند خدمات ۲۴ ساعته ارائه دهند زیرا درخواست مشتری از یک منطقه زمانی به منطقه دیگر منتقل می‌شود بدون اینکه مشتریان بدانند که این کار در آن طرف جهان انجام می‌شود. بویت و بویت (۲۰۰۱) اظهار داشتند که هرچه این شبکه بزرگتر باشد، ارزش و مطلوبیت آن نیز بیشتر می‌شود. در یک اقتصاد شبکه ای، موفقیت موفقیت بیشتری را به همراه دارد.
کلی (۱۹۹۸) اظهار داشت که در یک اقتصاد شبکه، ارزش و ارزش توسط همه اعضای یک شبکه ایجاد می‌شود و نه توسط شرکت‌های انفرادی و اینکه اقتصاد مقیاس از اندازه شبکه ناشی می‌شود - نه شرکت. به همین ترتیب، به دلیل جریان از اتصال، بویت و بویت (۲۰۰۱) خاطرنشان کردند که یک سیستم باز نسبت به یک سیستم بسته ارجحیت دارد زیرا نوع اول گره‌های بیشتری دارد. آنها همچنین نشان می‌دهند که چنین شبکه‌هایی مرزهای بین یک شرکت و محیط آن را در هم می‌شکنند.
برای توضیح بهتر مشوق‌های بهره‌وری، Yochai Benkler خاطرنشان می‌کند که اقدامات ارزشمند برای تولید اجتماعی باید پاداشهای بیرونی (مثلاً پولی) و ذاتی (مثلاً رضایت شخصی) را در نظر بگیرد، در حالی که دومی تأکید بیشتری در اقتصاد شبکه دارد. به نقل از بارتون بیبی، گابریلا کلمن اظهار داشت که کار در اقتصاد شبکه با «قول اتوپیایی کار غیرمجاز، شکوفایی انسان از طریق تولید خلاق و خود واقعی سازی» صحبت می‌کند.
اقتصاد شبکه با توجه به مالکیت معنوی موضوعات مهمی را مطرح می‌کند. شاپیرو و واریان (۱۹۹۹) توضیح می‌دهند که پس از تولید اولین نسخه از اطلاعات، تولید نسخه‌های اضافی تقریباً هیچ هزینه ای ندارد. ریفکین (۲۰۰۰) پیشنهاد می‌کند که هرچه بازار راه را برای شبکه‌ها فراهم می‌کند، مالکیت با حقوق دسترسی جایگزین می‌شود زیرا مالکیت به‌طور فزاینده ای در موفقیت کسب و کار و پیشرفت اقتصادی حاشیه می‌شود.